# Saitis latifrons
Saitis latifrons là một loài nhện trong họ Salticidae.
Loài này thuộc chi Saitis. Saitis latifrons được Lodovico di Caporiacco miêu tả năm 1928.